# 李銘忠
李铭忠（英語：Frederick Lee，1976年8月18日—），前艺名洺中，于2019年重用原名；出生於马来西亚马六甲，马来西亚著名男演员，其兄同為新馬及台灣著名演員李銘順。兩兄弟现同為台湾凱渥旗下男艺人，演員事業以台灣、馬來西亞、新加坡為主要發展地。

## 经历
2014年他在NTV7舉辦的「金视奖」中獲最佳男主角。2015年加入凯渥模特儿经纪公司。

## 影视作品

### 电视剧
- 2004年- 由零开始, 灵犀草, 阳光灿烂, 莫负有情人, 缘分摩天轮 (上).
- 2005年- 缘分摩天轮 (下), 但愿人长久.
- 2006年- 美丽人生 (音乐剧)
- 2007年- TENTANGAN, 阳光梦田.
- 2008年- 月是故乡明, 情牵南苑
- 2009年- 女头家, 左邻右里.
- 2010年- 炭乡，情牵南洋
- 2011年- 足印
- 2012年- 香火，半边天
- 2013年- 男婚女嫁，岁月留声
- 2014年- 男婚女嫁2、重案追击、幸福料理 (新加坡电视剧)
- 2015年- 法内情 The Precedents(ntv7)、转捩点 ntv7，如何说再见
- 2017年- 心門 飾 袁瑞陽、深夜食堂 飾 李凱（中国）
- 2017年- 第一次(網路劇) 飾 林耀剛
- 2018年- 東方華爾街
- 2018年- 天之骄子 饰 廖伟豪（新马合拍剧）
- 2018年- 娘惹相思格 饰 郑康生/罗刹
- 2019年- 逆行者 饰 刘谨言
- 2020年- 違反校規的跳投 飾 李沙末（台湾）
- 2020年- 心眼 饰 罗家赫（新加坡）
- 2021年- 第三佈局 塵沙惑 飾 胡大東(台港合拍劇)
- 2021年- 逆局 飾 林啟辰
- 2022年- 外送英雄 飾
- 2022年- 台北女子圖鑑 飾 Kevin
- 2023年- 台灣犯罪故事－生死困局 飾 沈昌戎
- 2023年- 此時此刻 飾 陳哲偉
- 2024年- 潜龙风暴 饰 张志辉
- 2025年- 死了一個娛樂女記者之後 飾 梁辰漢
- 2025年- 歡迎光臨 二代咖啡 飾
- 2025年- 男公館 飾
- 2026年- 沉默的審判 飾 李檢察官

### 電視電影
- 2017年- 台灣公視人生劇展【野模】--飾 阿LO
- 2017年- 大陸網路電視劇【惡魔軟妹幫】--飾 豪哥
- 2017年- 世新大學畢業製作【靈魂夢魘】--飾 阿興
- 2017年- 野火娛樂製作網路劇【第一次】(客串)--飾
- 2023年- 【夜盲】--飾 黑叔

### 長篇电影
- 2005年《天生绝配》 (马港台)
- 2008年《林明别恋》
- 2011年《媒人帮》、《大英雄小男人 》
- 2012年《哈比全家福》
- 2013年《聚宝盆续集》、《聚宝盆前传》
- 2014年《忆起回家》
- 2015年《百武禁忌》
- 2017年《海墘新路》
- 2018年《狂徒》
- 2019年《非常盜》
- 2021年《複身犯》
- 2022年《售命》 飾演 鬼臂
- 2022年《砰砰》
- 2023年《少男少女》 飾演 男人
- 2024年《還錢》 飾演 斌哥
- 2024年《（真）新的一天》 飾演 趙子傑
- 2024年《角頭—大橋頭》 飾演 齊哥 喜爺心腹
- 2024年《餘燼》飾 趙之亮（安東尼奧·趙）
- 2025年《失明》
- 2025年《96分鐘》
- 2025年《角頭—鬥陣欸》 飾演 齊哥 喜爺心腹

### 舞台劇
2015年- 【海墘新路】

### 主持節目
- 2025年- 台灣公視實境節目《歐吉桑騎士：阿順阿忠的中年危機》

## 獎項紀錄
| 年份   | 頒獎典禮             | 獎項                       | 影片                          | 角色          | 結果 |
| ------ | -------------------- | -------------------------- | ----------------------------- | ------------- | ---- |
| 2010年 | 2010年大马NTV7金视奖 | 最佳男配角                 | 《情牵南苑》                  | 何富貴        | 提名 |
| 2014年 | 2014年大马NTV7金视奖 | 最佳男主角                 | 《香火》                      | 傅貴          | 獲獎 |
| 2016年 | 第21屆亞洲電視大獎   | 最佳男主角                 | 《轉捩點》                    | 程有為        | 提名 |
| 2017年 | 2017年大马NTV7金视奖 | 最佳男主角                 | 《记忆中的菜单》              | 陳家全/陳金水 | 提名 |
| 2019年 | 第21屆台北電影獎     | 最佳男配角                 | 《狂徒》                      | 小黑哥        | 提名 |
| 2023年 | 第58屆金鐘獎         | 戏剧节目男主角奖           | 《台湾犯罪故事》-《生死困局》 | 沈昌戎        | 提名 |
| 2024年 | 第28屆亞洲電視大獎   | 最佳男主角                 | 《台湾犯罪故事》-《生死困局》 | 沈昌戎        | 獲獎 |
| 2024年 | 義大利羅馬亞洲電影節 | 最佳男主角                 | 《（真）新的一天》            | 趙子傑        | 獲獎 |
| 2024年 | 第26屆台北電影獎     | 最佳男主角                 | 《（真）新的一天》            | 趙子傑        | 提名 |
| 2024年 | 第26屆台北電影獎     | 最佳男配角                 | 《少男少女》                  | 男人          | 提名 |
| 2024年 | 第59屆金鐘獎         | 迷你劇集／電視電影男主角獎 | 《台語有影─夜盲》             | 黑叔          | 提名 |
| 2024年 | 第29屆亞洲電視大獎   | 最佳男主角                 | 《台語有影─夜盲》             | 黑叔          | 提名 |

### 新聞連結
- 大馬戲王拒當小白臉 蓄鬍助曬賀爾蒙爆表 （页面存档备份，存于）
- 只演6場戲就入圍最佳男配　李銘忠感謝評審青睞 （页面存档备份，存于）
- 42歲男神蓄鬍 只拍了6場戲就入圍台北電影節 （页面存档备份，存于）
- 為了曬黑很努力！李銘忠演惡人「火侯不夠」蓄鬍拒當小白臉
- 【專題報導】2019年 第 21 屆台北電影獎得獎名單預測 資深影人強勢問鼎
- 視后開工了！柯淑勤驚見女兒嘗禁果：做好避孕措施 （页面存档备份，存于）
- 李銘順弟弟李洺中也來台拍電影 扮黑幫老大耍狠 （页面存档备份，存于）
- 吳慷仁為《刁民》操練2個月　坦承「像婚前焦慮症」 （页面存档备份，存于）
- 首次演出警匪片 吳慷仁緊張到失眠：好像婚前焦慮 （页面存档备份，存于）
- 吳慷仁密謀2個月宣告「新的身份」　婚前焦慮都出現了 （页面存档备份，存于）
- 兄弟鬩牆？ 李銘順與弟弟李洺中同台爭視帝 （页面存档备份，存于）
- 李洺中攻台-演《深夜食堂》 （页面存档备份，存于）
- 李洺中窮了5年 哥哥李銘順不知情 （页面存档备份，存于）

1. ↑  . chinapress. 2023-09-14. （原始内容存档于2023-09-15）.